# Robert L. Byer

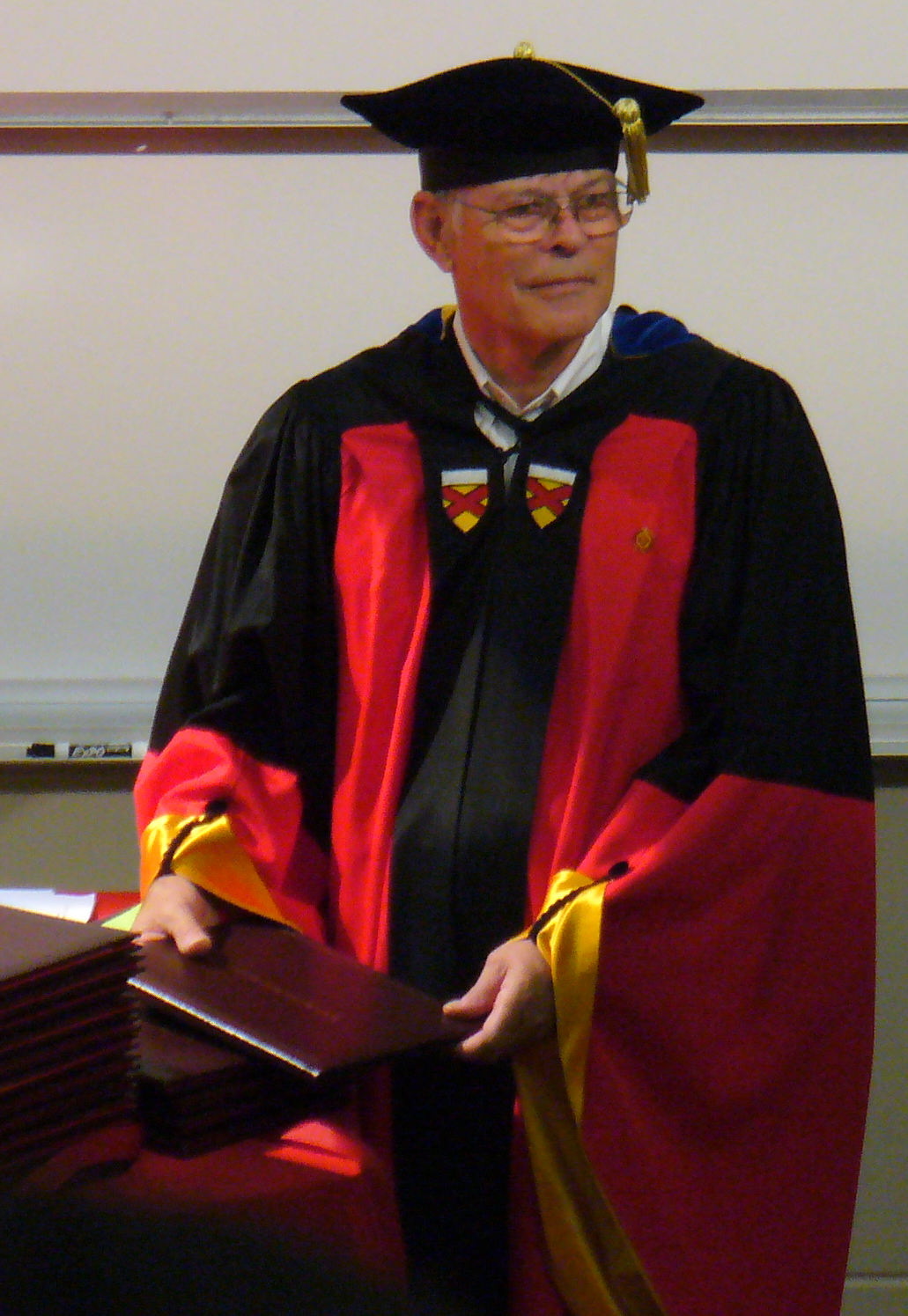
Robert L. Byer

Robert L. Byer (* 9. Mai 1942 in Glendale, Kalifornien) ist ein US-amerikanischer Physiker, der sich mit Laserphysik und nichtlinearer Optik befasst.

## Leben
Byer studierte an der University of California, Berkeley (unter anderem im Labor von Sumner P. Davis), mit dem Bachelor-Abschluss 1964 und (nach Arbeit bei Spectra Physics in Mountain View 1964/65) an der Stanford University mit dem Master-Abschluss in Angewandter Physik 1967 und der Promotion 1969 bei Stephen E. Harris. Im selben Jahr wurde er Assistant Professor, 1974 Associate Professor und 1979 Professor in Stanford. 1974 wurde er Sloan Research Fellow. Von 1980 bis 1983 und von 1999 bis 2002 stand er der Abteilung für Angewandte Physik vor. 1987 bis 1992 war er Vize-Provost und Dekan für Forschung und 1992 bis 2000 Direktor des Center for Nonlinear Optical Materials. Von 1997 bis 2006 war er Direktor des Hansen Experimental Physics Laboratory und von 2006 bis 2009 des Edward L. Ginzton Laboratory. Seit 2000 ist er Ko-Direktor des Stanford  Photonics Research Center.
Er ist verheiratet und hat vier Kinder. Von 1989 bis 1992 war er im Herausgeber-Gremium von Journal of Applied Physics und Applied Physics Letters und von 2002 bis 2006 von Proceedings of the IEEE.

## Werk
Er demonstrierte den ersten durchstimmbaren parametrischen Oszillator im sichtbaren Spektrum (optical parametric oscillator, OPO) und entwickelte einen Nd:YAG-Laser (Neodym-dotierter Yttrium-Aluminium-Granat-Laser) mit instabilem Resonator und Güteschalter, der bei Quanta Ray Anwendung in Lasern für die Fernbeobachtung fand, und Präzisionsspektroskopie mit kohärenter Anti-Stokes-Raman-Streuung (Coherent Anti Stokes Raman Scattering, CARS).
1984 entwickelte er einen Nd:YAG-Laser mit nichtplanarem Ringoszillator (non-planar ring oscillator, NPRO). Seine Frequenzstabilität wurde zum Beispiel in Lasern für Gravitationswellendetektoren ausgenutzt. Ebenfalls 1984 entwickelte er Diodenlaser-gepumpte Nd:YAG-Laser.
Er forscht an nichtlinearen optischen Materialien und mit Diodenlasern gepumpten Festkörperlasern mit Anwendungen auf Gravitationswellendetektoren (LIGO, LISA) und Teilchenbeschleunigung mit Lasern (Laser Electron Accelerator Program, LEAP).
Er veröffentlichte über 500 wissenschaftliche Aufsätze (2011) und hält rund 50 Patente. 1984 war er Mitgründer der Lightwaves Electronics Corporation, 1975 von Quanta Ray Incorporated und 2005 von Mobius Photonics.

## Ehrungen und Mitgliedschaften
Ab 2010 war er Vizepräsident der American Physical Society, deren Fellow er seit 1992 ist. Er ist Mitglied der American Academy of Arts and Sciences (2021), der National Academy of Sciences (2000), der National Academy of Engineering (1987), der American Association for the Advancement of Science (1992) und Fellow der Optical Society of America (1976), deren Präsident er 1994/95 war, und der IEEE (Laser and Electro-optics Society der IEEE, deren Präsident er 1984/85 war).
- 2021 Berthold Leibinger Innovationspreis
- 2009 Willis-E.-Lamb-Preis
- 2009 Frederic Ives Medal
- 2009 IEEE Photonics Award
- 2000 IEEE Third Millenium Medal
- 1996 Quantum Electronics Award der Lasers and Electro-optics Society der IEEE
- 1998 Arthur L. Schawlow Award
- 1998 R. W. Wood Prize
- 1972 Adolph Lomb Medal

Von 1995 bis 1999 stand er dem California Council for Science and Technology (CCST) vor, das er 1989 mit gründete.
Seit 2000 ist er im Beratergremium der National Ignition Facility und 1992 bis 1995 im Programm-Komitee des Lawrence Livermore National Laboratory.